# عبد الكريم آل جبار
عبد الكريم آل جبار (وُلد باسم شارمون شاه في 28 يونيو 1974)، المعروف سابقًا باسم كريم عبد الجبار، هو لاعب كرة قدم أمريكية أمريكي محترف سابق كان يلعب في الدوري الوطني لكرة القدم الأمريكية (NFL). لعب عبد الكريم كرة القدم الجامعية. ثم استُدعي عام 1996 من قبل ميامي دولفينز. كما لعب مع كليفلاند براونز وإنديانابوليس كولتس.

## كرة سلة الكليات
ولد عبد الكريم في لوس أنجلوس، والتحق بجامعة كاليفورنيا في لوس أنجلوس، حيث لعب لفريق بروينز من عام 1992 إلى عام 1995 تحت قيادة المدرب تيري دوناهو. وحقق الرقم القياسي المدرسي في موسم واحد، وحصل على لقب أفضل لاعب في سنوات متتالية تحت اسمي «شارمون شاه» عام 1994 و«كريم عبد الجبار» عام 1995. كان يعمل في ليترمان لمدة ثلاث سنوات ومبتدئًا لمدة عامين في جامعة كاليفورنيا. على الرغم من تركه المدرسة مع بقاء موسم واحد من الأهلية، إلا أنه يحتل المرتبة الثالثة في قائمة لاعبي بروينز للاندفاع مع 3030 ياردة على 482 رحلة (5.2 متوسط) مع 26 هبوطًا. أضاف أيضًا 36 استقبالًا لـ 885 ياردة مع 9 هبوط. بلغ متوسط رصيد كريم 110.1 ياردات لكل لعبة في الكلية وكان اللاعب الوحيد في تاريخ المدرسة الذي اندفع لأكثر من 1600 ياردة.

## الاحتراف
استُدعي عبد الكريم في الجولة الثالثة من مشروع دوري كرة القدم الأمريكية لعام 1996 من قبل فريق ميامي دولفينز، والذي لعب معه ثلاثة مواسم ونصف. في عامه الصاعد، حصل على العديد من سجلات الاندفاع عن طريق الركض للخلف. أصبح فقط ثاني لاعب يقود الفريق في الاندفاع في كل من موسميه الأولين في الدوري. في عام 1997، قاد اتحاد كرة القدم الأميركي في إجمالي الهبوط بـ16 مرة وتعادل مع دنفر برونكوس الذي عاد إلى الخلف تيريل ديفيس في صدارة الدوري مع 15 هبوط سريع. بعد ذلك انخفضت إنتاجيته. في عام 1999، قام فريق دولفين بتبادله مع فريق كلفلاند براونز في جولة مسودة سادسة في عام 2000. بينما طرح بعض الأرقام الجيدة، لم يكن ذلك كافيًا لكسب تمديد العقد لنفسه.

## جدل الاسم
في عام 1995، آل جبار، وهو مسلم، أعطي اسم «كريم عبد الجبار» الذي كتبه له الإمام. سرعان ما حظي الاسم الجديد الذي أعطي له باهتمام كبير في بدايته في الدوري الوطني لكرة القدم الأمريكية. اعتقد بعض المعلقين خطأً أنه ابن نجم كرة السلة السابق كريم عبد الجبار، الذي حضر أيضًا جامعة كاليفورنيا (تحت اسم لو ألكيندور) ولديه ابن اسمه كريم. كما ارتدى الرقم 33، وهو نفس الرقم الذي كان يرتديه لاعب كرة السلة.
تم انتحال الجدل حول الاسم بشكل دوري في ملخصات ما بعد اللعبة، كما هو الحال في عام 1996 عندما دعا كريس بيرمان من إي إس بي إن اندفاع عبد الجبار للهبوط بتقليد مارف ألبرت، الذي اشتهر بالإعلان عن كرة السلة وكذلك مباريات كرة القدم.
أدى الجدل في النهاية إلى قيام لاعب كرة السلة بمقاضاة لاعب كرة القدم في عام 1997. وأدت الدعوى إلى تغيير لاعب كرة القدم اسمه القانوني إلى عبد الكريم آل جبار.

## روابط خارجية
- الإحصائيات المهنية لكريم